# 頑張って少女騎士になるラジオ
『頑張って少女騎士になるラジオ』（がんばってしょうじょきしになるラジオ）は、音泉にて配信されていた聖剣のフェアリース関連のインターネットラジオ番組。パーソナリティは、大波こなみ（小花川 ゆり役）、青葉りんご（イングリット役）、金田まひる（西野 雪緒役）。

## 番組概要
- 配信期間：2008年12月26日（プレ放送）・2009年1月23日〜2009年4月10日（本放送）
- 配信サイト（配信日）：音泉（金曜日）
- 収録時間：約40分
- スポンサー：Littlewitch

## パーソナリティ
- 大波こなみ
- 青葉りんご
- 金田まひる

## コーナー
- フリートーク＆ふつおた
- 聖クリスティナ学院連絡帳
- 見てみて聴いて！私の考えた聖剣
- イングリットにおしえてあ・げ・る
- 騎士の試練

## エピソード
- 前ラジオであるピリオドらじおと同じようにプレ放送で、声優の風音＆五行なずなから「聖剣のフェアリース出演オファー待ってます!!」的なメールが紹介されたが、金田によってメールを破り捨てられてしまった。
- プレ放送時には雪緒のキャラ絵ができていなかったため、紹介ページのSDキャラを金田が前回のネタを踏まえつつ毎回描いている。
- 第三回の騎士の試練で「いじめられるならまきいづみさんと風音様のどっち？」という選択で三人ともまきいづみを選んだ。
- 第五回でパーソナリティ3人を動物に喩えると？と言う質問に対し、ゲストのみるは金田を「ハムスター」、青葉を「ウサギの皮を被った野犬」、大波を「鳳凰」に喩えた。(みる自身は金田から「ビーバー」に喩えられた。)

## ゲスト
- #5、#6：みる（春日井 春菜役）
- #8：涼森ちさと（桐生院 早紀役）
- #11：楠鈴音（キルデア役）